# Biston parvula
Biston parvula là một loài bướm đêm trong họ Geometridae.